# Jan Oderfeld
Jan Oderfeld  (ur. 19 lutego 1908 w Częstochowie, zm. 17 marca 2010 w Warszawie) – profesor, wieloletni wykładowca Politechniki Warszawskiej, twórca polskiej szkoły teorii maszyn i mechanizmów, pionier zastosowań optymalizacji w technice; inżynier mechanik – konstruktor silników lotniczych, pionier badań nad napędem odrzutowym, wynalazca bębnowej pamięci magnetycznej; matematyk – pionier zastosowań statystycznej kontroli jakości w przemyśle. 

## Życiorys

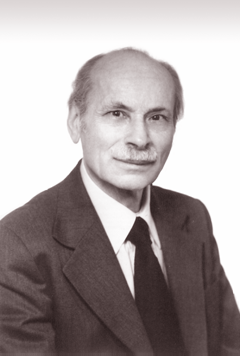
Jan Oderfeld, 1979

Urodził się w zasymilowanej rodzinie żydowskiej wyznania ewangelicko-augsburskiego. Był synem Stanisława Oderfelda (1875–1944), doktora chemii, współwłaściciela zakładów graficzno-papierniczych w Częstochowie (znanych jako Drukarnia Oderfelda i Kohna) i Eugenii Marii z Drzewockich (1886–1944). Ze strony ojca był wnukiem Adolfa Oderfelda. 
W 1924 roku zdał maturę w państwowym Gimnazjum im. Henryka Sienkiewicza w Częstochowie, w 1930 ukończył studia na sekcji ogólnej Wydziału Mechanicznego Politechniki Warszawskiej. 
Był mężem Marii z Poznańskich (1908–1981). Ich córka Barbara Oderfeld-Nowak jest emerytowaną prof. dr hab. Instytutu Biologii Doświadczalnej im. Marcelego Nenckiego PAN. 
Zmarł w Warszawie, pochowany 24 marca 2010 na cmentarzu ewangelicko-augsburskim (aleja 51, grób 20).

## Działalność zawodowa i naukowa
Swoją pracę zawodową rozpoczął w latach 1928–1929 w Fabryce Obrabiarek „Pionier”, w której powstał m.in. silnik birotacyjny inż. Henryka Brzeskiego. Przed wojną pracował w przemyśle lotniczym, jako inżynier-konstruktor silników i turbin lotniczych. Był współtwórcą pierwszej konstrukcji polskiego silnika odrzutowego. W 1931, wraz z inż. Władysławem Bernadzikiewiczem i inż. Józefem Sachsem, zbudował pierwszy w Polsce duży model turbinowego silnika odrzutowego. W 1932 w Warsztacie Doświadczalnym Państwowych Zakładów Inżynierii „Ursus”, wykonał silnik odrzutowy, zwany strumienicą, o zasadzie działania identycznej z zasadą działania współczesnego silnika pulsacyjnego. Od jesieni 1934 roku współuczestniczył (głównym konstruktorem był inż. Stanisław Nowkuński) w projektowaniu 8-cylindrowego silnika rzędowego o układzie odwróconej litery V i mocy startowej 450 KM, który miał służyć do napędu m.in. pierwszego polskiego samolotu wielozadaniowego PZL.38 Wilk. Do 1938 roku wykonano 7 prototypów takich silników. Po tragicznej śmierci inż. Nowkuńskiego w 1936 roku usuwał usterki i problemy rozwojowe tego, podówczas bardzo zaawansowanego, silnika lotniczego. Pracował też nad wersją rozwojową z 12 cylindrami i mocą 600 KM. 
W czasie wojny pracował w Skierniewicach kierując spółdzielczym warsztatem mechanicznym „Rolnik”. W Zakładzie tym poza regularną działalnością zajmował się także działaniami o charakterze dywersji gospodarczej przeciwko okupacyjnej armii niemieckiej oraz naprawą karabinów dla Armii Krajowej.
Po wojnie rozpoczął działalność dydaktyczną, początkowo w Szkole Inżynierskiej im. Hipolita Wawelberga i Stanisława Rotwanda (1945–1949), gdzie jako profesor kontraktowy wykładał mechanikę techniczna, silniki lotnicze i statystyczną kontrolę jakości. Następnie od roku 1949 do 1978 pracował na Politechnice Warszawskiej. Od roku 1955 do emerytury w roku 1978 był kierownikiem Katedry Teorii Maszyn i Mechanizmów Politechniki Warszawskiej. W latach 1965–1967 był dziekanem Wydziału Mechanicznego Energetyki i Lotnictwa PW. Był twórcą polskiej szkoły teorii maszyn i mechanizmów. Działał także w Głównym Urzędzie Jakości i Miar. Był twórcą polskiego systemu norm, a w szczególności statystycznego odbioru jakości towarów klasyfikowanych. W tej dziedzinie doktoryzował się u profesora Hugona Steinhausa. Działając w PKN i Stowarzyszeniu Inżynierów i Mechaników Polskich przyczynił się do upowszechnienia statystycznej kontroli jakości w przemyśle. Wspólnie z Wiktorem Narkiewiczem zaprojektował pamięć magnetyczną. Ich bębny magnetyczne, od czasu opatentowania w roku 1967 były seryjnie produkowane przez ELWRO i stały się standardowym wyposażeniem komputerów używanych w RWPG. Jan Oderfeld pracował też w Instytucie Matematycznym PAN (1952–1975), gdzie prowadził najpierw Grupę Statystycznej Kontroli Jakości, a potem Dział Zastosowań Przemysłowych. Był założycielem Międzynarodowej Federacji Teorii Maszyn i Mechanizmów.
Był członkiem zwyczajnym Towarzystwa Naukowego Warszawskiego; Wydział VI Nauk Technicznych twórcą i wieloletnim przewodniczącym Polskiego Komitetu Teorii Maszyn i Mechanizmów przy Wydziale IV Nauk Technicznych Polskiej Akademii Nauk, inicjatorem przystąpienia Polski jako członka założyciela do Międzynarodowej Federacji Teorii Maszyn i Mechanizmów, wieloletnim członkiem władz tej Federacji. Od roku 1980 był członkiem honorowym Polskiego Towarzystwa Mechaniki Teoretycznej i Stosowanej. Był współorganizatorem Olimpiady Wiedzy Technicznej oraz autorem wielu jej zadań.
Od powstania w 1954 roku kwartalnika Archiwum budowy maszyn współredagował to pismo. Początkowo jako członek Rady Redakcyjnej, potem Komitetu Redakcyjnego, a następnie do roku 1991 jako redaktor działu mechaniki.
W dniu 19 lutego 2008 roku z okazji setnej rocznicy urodzin został uhonorowany tytułem doktora honoris causa Politechniki Warszawskiej.
Materiały dokumentujące życie i działalność Profesora zdeponowano w zasobach ikonograficznych i archiwalnych Muzeum Lotnictwa w Krakowie (część I, część II) oraz w zbiorach Muzeum Politechniki Warszawskiej.

## Ordery i odznaczenia
- Krzyż Oficerski Orderu Odrodzenia Polski (1964)
- Medal 10-lecia Polski Ludowej (19 stycznia 1955)[13]
- Brązowy Medal „Za zasługi dla obronności kraju” (1968)
- Medal Komisji Edukacji Narodowej (1976)
- Medal Politechniki Warszawskiej (1998)
- Medal „Skrzydła Puławskiego” Sekcji Lotniczej SIMP (1986)
- Złota Odznaka Honorowa NOT (1980)

Źródło.

## Upamiętnienie
W czerwcu 2012 w IV Liceum Ogólnokształcącym im. H. Sienkiewicza w Częstochowie odsłonięto tablicę upamiętniającą prof. Jana Oderfelda.
12 lipca 2012 w ogrodzie Politechniki Warszawskiej (na wprost fontanny i starego Gmachu Mechaniki) postawiono ławeczkę z napisem Profesor Jan Oderfeld (1908–2010).